# Essence (merk)
Essence is een Duits make-up-merk dat in de vroege 21e eeuw is opgericht. Het merk bedient het goedkopere segment en volgens moederbedrijf Cosanova zou het het meest verkochte Europese make-up merk zijn.

## Geschiedenis
Essence valt onder moederbedrijf Cosnova, waar ook het make-up merk Cartrice onder valt. Cosnova werd in 2001 opgericht en Essence, dat wel het vlaggenschip wordt genoemd, volgde een jaar later. Oprichters waren een Hessens echtpaar, Christina Oster-Daum en Javier González. Zij staan nog altijd aan het roer van het bedrijf.
Sinds 2021 zijn de producten van Essence vegan en recenter, in 2023 en 2024 zijn de producten ook siliconen- en microplasticsvrij. Al sinds de oprichting van het merk wordt er geen gebruik gemaakt van dierproeven. Ook op duurzaamheid zet Cosanova in. In concealer en lipgloss verpakkingen van Essence wordt gerecycled plastic gebruikt, wat samen met verpakkingsmateriaal van Cartrice 132 ton nieuw plastic per jaar bespaarde in 2021. Cosnova heeft als doel in 2025 de helft van hun verpakkingen uit gerecycled plastic te vervaardigen.

## Marktaandeel en productie
Het overgrote deel (zo'n 90%) van de producten worden in Europa geproduceerd. Dit gebied is ook direct de grootste afnemer van Essence. Sinds 2013 is Essence het best verkochte make-up merk in Europa. In 2023 sloot het bedrijf het boekjaar af met een omzet 817 miljoen euro, een groei van meer dan 30% ten opzichte van het jaar ervoor. Op dat moment werd het merk verkocht in 90 landen in vrijwel alle werelddelen. Ook was het merk zich in deze periode meer gaan richten op online sales, wat een deel van de omzet en groei verklaarde.
Aan het begin van 2024 verklaarde Cosnova en dientengevolge Essence zich op de Amerikaanse markt te richten dat jaar. Waar het merk in Europa een snelle doorloop van producten had - zo'n 50% van het gehele assortiment werd in het verleden jaarlijks vervangen - werd in Amerika duidelijk dat de doorlooptijd omlaag moest om klanten vast te houden. De doorlooptijd lag in 2024 dan ook op 25% en was daarmee aanzienlijk lager. Omzetdoel in 2024 was 1 miljard dollar.
Essence werd in 2024 in Nederland in drogisterijen zoals Etos en Kruidvat verkocht, maar ook bij het hogere segment zoals Douglas. Online was het merk te krijgen bij webwinkel Bol.

## Verkochte typen make-up
Essence verkoopt een breed pallet aan make-up. Zo bevat het assortiment onder meer:
- Voor de ogen: oogschaduw, eyeliner, mascara, kunstwimpers en producten om de wenkbrauwen te stylen en kleuren.
- Voor de lippen: lipgloss, lippenstift en lipliner
- Voor het gezicht: foundation, concealer, rouge, highlighter, bronzer, primer, sets voor contouring en setting spray
- Voor de nagels: nagellak, verzorgende producten voor de nagels en een assortiment aan nagelvijlen. Vooral in dit deel van het assortiment richt het merk zich op de jongere doelgroep, met veel glitters en innovatieve technieken zoals een craquelé topcoat die barst na op de nagels te zijn aangebracht zodat de onderliggende kleuren door de lak heen komen.